# Guzów (powiat żyrardowski)

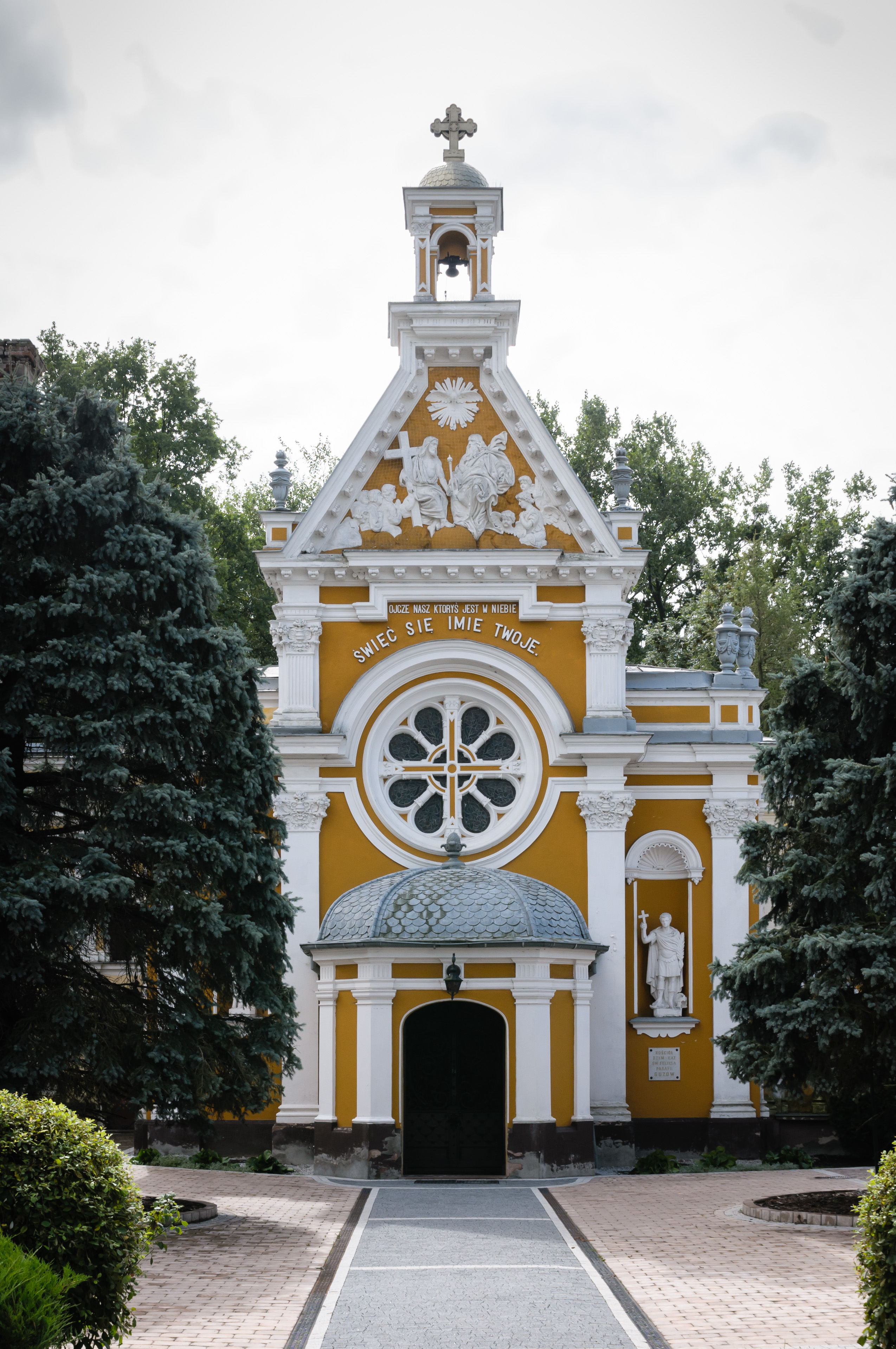
Kaplica w zespole pałacowo-parkowym

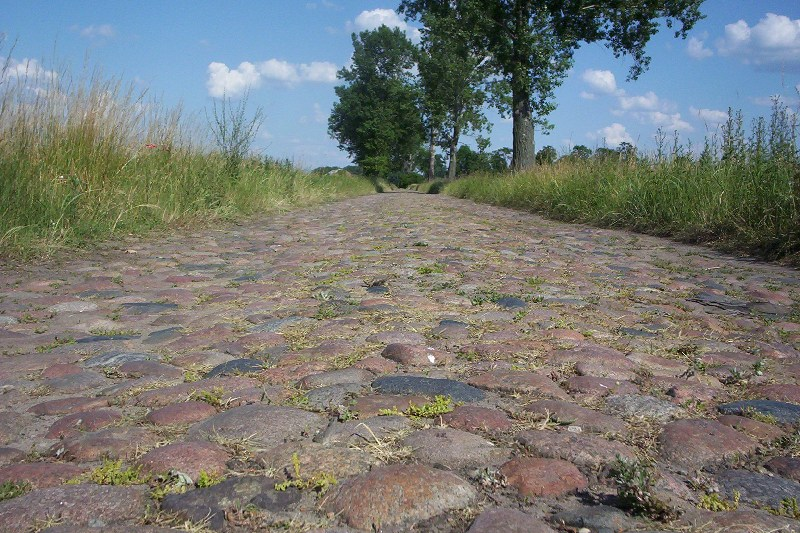
Brukowana droga z Oryszewa do bramy parku (2400 m)

Guzów – wieś w Polsce położona w województwie mazowieckim, w powiecie żyrardowskim, w gminie Wiskitki. Ma status sołectwa.
| SIMC    | Nazwa       | Rodzaj    |
| ------- | ----------- | --------- |
| 0739320 | Guzów-Osada | część wsi |

Wieś królewska w starostwie guzowskim w ziemi sochaczewskiej województwa rawskiego w 1792 roku. Do 1954 istniała gmina Guzów.
W latach 1954–1972 wieś należała i była siedzibą władz gromady Guzów. W latach 1975–1998 miejscowość należała administracyjnie do województwa skierniewickiego.

## Historia
W 1765 właścicielem Guzowa i okolicznych dóbr był Andrzej Ogiński. Po III rozbiorze Polski Guzów znalazł się pod zaborem pruskim. Na podstawie deklaracji króla pruskiego Fryderyka Wilhelma II z 28 lipca 1796 dobra duchowne, starostwa i inne królewszczyzny przeszły na własność skarbu pruskiego, a król hojnie rozdawał je swym dygnitarzom i generałom. Minister Śląska von Hoym otrzymał starostwo guzowskie, lecz wyraził zgodę na sprzedanie dóbr dotychczasowej właścicielce, Pauli Ogińskiej, matce Feliksa Łubieńskiego. Po jej śmierci Guzów 'przeszedł' w zamian za jego inne dobra, w ręce Feliksa. Feliks oddał majątek synowi Henrykowi, który pomimo wielkich atutów znalazł się w poważnych trudnościach finansowych i prawnych; te doprowadziły w 1842 r. do konfiskaty. Gdy w 1856 majątek zlicytowano, nabył go Feliks Sobański, poniekąd, siostrzeniec Henryka. Pozostawał on w rękach Sobańskich do 1944, kiedy został upaństwowiony.
Guzów to dawna siedziba starostwa niegrodowego (od XVI w.).
Na skraju wsi znajduje się cmentarz ofiar ataku gazowego z I wojny światowej.

## Zespół pałacowo-parkowy

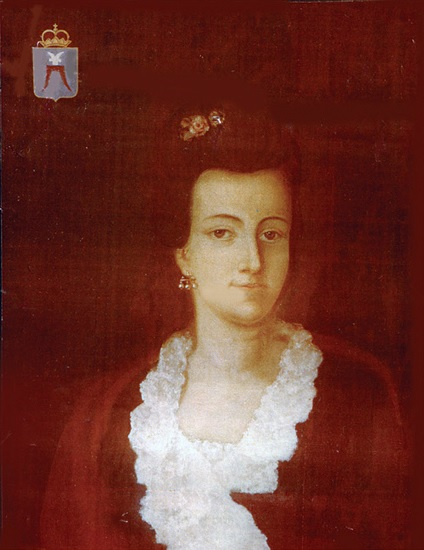
Paula Szembek, starościna guzowska, jako żona Ogińskiego

Andrzej Ogiński wzniósł w Guzowie murowany, okazały dwór. W II poł. XIX w., na zlecenie Feliksa Sobańskiego architekt Władysław Hirschel przebudował dwór na pałac wzorowany na zamkach nad Loarą, nadając mu obecny wygląd. Następnie powstał przy pałacu park krajobrazowy zaprojektowany przez Waleriana Kronenberga i Franciszka Szaniora.
W czasie I wojny światowej pałac służył jako szpital przyfrontowy i podobnie jak park uległ zniszczeniom, ale w okresie międzywojennym przywrócono im dawny wygląd. W trakcie II wojny światowej wyposażenie pałacu zostało rozgrabione, zaś w 1944 majątek upaństwowiono. Po wojnie pałac służył jako mieszkania i biura pracowników cukrowni. W 1992 zespół pałacowo-parkowy odzyskała rodzina Sobańskich.
Pałac po wielu latach zaniedbania jest w bardzo złym stanie, podobnie jak park, który porosły chaszcze. Jedynie dawna kaplica pałacowa (obecnie kościół pw. św. Feliksa de Valois) i niewielki fragment ogrodu w jej otoczeniu są odnowione i zadbane.

## Związani z Guzowem
- Jadwiga Abisiak – polska siatkarka, medalistka olimpijska, urodzona w Guzowie
- Karl Georg von Hoym – namiestnik pruski, właściciel Guzowa
- Feliks Franciszek Łubieński – minister sprawiedliwości w Kongresówce, właściciel Guzowa, patriarcha rodziny
- Henryk Łubieński – właściciel Guzowa, przemysłowiec, bankier, wychowywał się w Guzowie
- Jan Łubieński – ekonomista, wychowywał się w Guzowie
- Józef Łubieński – radca, wychowywał się w Guzowie
- Piotr Łubieński – oficer napoleoński, przemysłowiec, wychowywał się w Guzowie
- Tadeusz Łubieński – biskup, wychowywał się w Guzowie
- Tekla Teresa Łubieńska – żona Feliksa, matka jego dzieci i pisarka
- Tomasz Andrzej Łubieński – oficer napoleoński, pisarz, wychowywał się w Guzowie
- Edward Niedzielski – polski oficer, kawaler Orderu Virtuti Militari
- Andrzej Ignacy Ogiński – polski działacz i fundator dworu w Guzowie
- Michał Kleofas Ogiński – polski kompozytor, urodził się tu w 1765
- Paula Ogińska – wdowa po Ogińskim, starościna guzowska, matka Feliksa Lubieńskiego, Prota Potockiego oraz Józefy i Michała Ogińskich
- Antoni Protazy Potocki – działacz polski, urodził się tu w 1761. Jego ojciec, Jan Prosper Potocki był mężem Pauli Szembek i starostą guzowskim
- Zdzisław Tomasz Rogalewicz – polski działacz socjalistyczny, członek Organizacji Bojowej PPS. Uczestnik akcji pod Rogowem, autor zamachu na Wiktora Grüna, kierownika tajnej policji w Warszawie.
- Antoni Sobański – właściciel Guzowa, literat i dziennikarz w Londynie
- Feliks Sobański – wnuk Feliksa Łubieńskiego, odkupił majątek na licytacji, architekt przebudowy dworu, filantrop
- Marek Solczyński – arcybiskup, obecny nuncjusz apostolski w Gruzji i Armenii, mieszkał i wychowywał się w Guzowie,